# Férfi 200 méteres pillangóúszás a 2015. évi nyári európai ifjúsági olimpiai fesztiválon
A 2015. évi nyári európai ifjúsági olimpiai fesztiválon az úszás férfi 200 méteres pillangóúszás versenyeit július 31-én rendezték a Tbilisziben.

## Rekordok
A versenyt megelőzően a következő rekordok voltak érvényben:
| EYOF rekord | Biczó Bence (Magyarország) | 1:58,33 | Tampere, Finnország | 2009. |

## Előfutamok
Az összesített eredmények alapján a legjobb időeredménnyel rendelkező 8 úszó jutott a döntőbe. A döntőben egy nemzet csak egy versenyzővel képviseltethette magát.
| H  | Név                   | Nemzet             | E       | Mj |
| -- | --------------------- | ------------------ | ------- | -- |
| 1  | Dmitry Popov          | Oroszország        | 2:01.77 | Q  |
| 2  | Arnau Honrubia Cerda  | Spanyolország      | 2:04.15 | Q  |
| 3  | Márton Richárd        | Magyarország       | 2:04.79 | Q  |
| 4  | Kieran Bird           | Egyesült Királyság | 2:05.81 | Q  |
| 5  | Jakub Karl            | Csehország         | 2:06.59 | Q  |
| 6  | Andrea Facciola       | Olaszország        | 2:07.2  | Q  |
| 7  | Alexandre Selva       | Franciaország      | 2:07.10 | Q  |
| 8  | Kregor Zirk           | Észtország         | 2:07.21 | Q  |
| 9  | Andrei Rusen          | Románia            | 2:08.01 | T1 |
| 10 | Jade Ashleigh Foelske | Lengyelország      | 2:08.10 | T2 |
| 11 | Michael Schaeffner    | Németország        | 2:08.59 |    |
| 12 | David Mihalic         | Szlovénia          | 2:09.12 |    |
| 13 | Tomas Ruzic           | Szlovákia          | 2:09.81 |    |
| 14 | Jacob Greenow         | Egyesült Királyság | 2:09.83 |    |
| 15 | Arthur Cachot         | Franciaország      | 2:09.93 |    |
| 16 | Efe Yeniguen          | Törökország        | 2:10.05 |    |
| 17 | Patrik Lenzeder       | Ausztria           | 2:11.18 |    |
| 18 | Irakli Kvaratskhelia  | Grúzia             | 2:11.63 |    |
| 19 | Xaver Gschwentner     | Ausztria           | 2:11.66 |    |
| 20 | Peik Lindberg         | Finnország         | 2:12.54 |    |
| 21 | David Bartaky         | Szlovákia          | 2:13.13 |    |
| 22 | Jakub Chmielewski     | Lengyelország      | 2:13.73 |    |
| 23 | Dries Meskens         | Belgium            | 2:13.87 |    |
| 24 | Robert Powell         | Írország           | 2:14.20 |    |
| 25 | Noah Goncharenko      | Svájc              | 2:14.63 |    |
| 26 | Jens Krijgsman        | Hollandia          | 2:14.80 |    |
| 27 | Aleksa Bobar          | Szerbia            | 2:15.63 |    |
| 28 | Luka Pataraia         | Grúzia             | 2:19.27 |    |
| 29 | Ruslans Golubs        | Lettország         | 2:20.49 |    |

## Döntő
| H     | Név                  | Nemzet             | E       | Mj |
| ----- | -------------------- | ------------------ | ------- | -- |
| Arany | Dmitry Popov         | Oroszország        | 2:00.86 |    |
| Ezüst | Márton Richárd       | Magyarország       | 2:01.39 |    |
| Bronz | Arnau Honrubia Cerda | Spanyolország      | 2:04.00 |    |
| 4     | Kregor Zirk          | Észtország         | 2:04.11 |    |
| 5     | Andrea Facciola      | Olaszország        | 2:05.18 |    |
| 6     | Kieran Bird          | Egyesült Királyság | 2:05.83 |    |
| 7     | Alexandre Selva      | Franciaország      | 2:06.93 |    |
| 8     | Jakub Karl           | Csehország         | 2:07.38 |    |